# Vic Diaz
Vic Sunico Diaz (* 29. Juli 1932 in Manila, Philippinen; † 15. September 2006 ebenda) war ein philippinischer Schauspieler. Er verkörperte zumeist zwielichtige und bösgesinnte Charaktere. Sein Wirkungszeitraum erstreckte sich über die komplette zweite Hälfte des 20. Jahrhunderts und er wirkte in über 150 Filmproduktionen mit.

## Leben
Diaz war der Sohn des Vorsitzenden des Berufungsgerichts Pompeyo Diaz (1904–1987). Er studierte Jura und arbeitete vier Jahre als Anwalt. Ab 1949 hatte er erste Mitwirkungen an Theatern. Als Filmschauspieler debütierte er 1950 in einer Nebenrolle in Der Held von Mindanao. Sein Fokus lag auf Verkörperungen von Antagonisten.
Quentin Tarantino bezeichnete ihn mal als den philippinischen Peter Lorre.
Diaz war bis zu seinem Tod mit Kit Diaz verheiratet. Die beiden hatten drei Kinder, darunter den Sänger und Musiker Teddy Diaz (1963–1988). Diaz verstarb am 15. September 2006 in Manila. Er wurde auf der Pfarrei Santuario de San Antonio in Makati City beigesetzt, wo er gemeinsam mit seinem Sohn ruht.

## Filmografie
- 1950: Der Held von Mindanao (American Guerrilla in the Philippines)
- 1957: Ukelele Boy
- 1957: Bicol Express (Third Segment)
- 1957: Familia Alvarado
- 1958: The Day of the Trumpet
- 1958: Eddie Junior Detective
- 1958: Kastilaloy
- 1958: Malvarosa
- 1958: Obra Maestra
- 1958: Ana Maria
- 1958: Casa grande
- 1958: Sisang tabak
- 1958: Kilabot sa Sta. Barbara
- 1959: Tuko sa Madre Kakaw
- 1959: Anak ng kidlat
- 1959: Hölle am River Thai (Surrender - Hell!)
- 1959: The Scavengers
- 1961: Asiong Salonga
- 1961: Halik ni Hudas
- 1961: Mga daing sa libingan
- 1961: Tipnan sa Impiyerno
- 1961: Habagat sa tag-araw
- 1961: Mister X
- 1961: Ang maging ulila
- 1961: Bus to Bataan
- 1961: Espionage: Far East
- 1962: Umaapoy na Bakal
- 1962: Adiong Sikat ng Tondo
- 1962: Ano Ba Choy
- 1962: Kapitan Tornado
- 1962: Sariong Arbularyo M.D.
- 1962: Gung-Ho vs. Apache
- 1962: Asiong Meets Alembong
- 1962: Leon Marahas
- 1962: The Red Uncle (Kurzfilm)
- 1962: Chokaran
- 1963: Sa pagitan ng dalawang mata
- 1963: Los palikeros
- 1963: Via Europa
- 1963: Magnong Mandurukot
- 1963: Tres Cantos
- 1963: Barilan sa Pugad Lawin
- 1963: Sa lyo O Sa Akin
- 1963: Sigaw ng digmaan
- 1963: Pedring Arenas, Alyas Ice Pick
- 1964: Berdugo ng mga maton
- 1964: Lagalag
- 1964: Panginoon ng pantalan
- 1964: Flight to Fury
- 1964: Reyna ng Tundo
- 1964: Dugo ng Sugatan
- 1964: Mabilis... Paa at kamay
- 1964: Bale-bale kung lumaban
- 1964: Kulay dugo ang gabi
- 1964: Moro Witch Doctor
- 1964: Cordillera
- 1965: Daigdig ng matatapang
- 1965: Zum Überleben verdammt (The Ravagers)
- 1965: Dolpinger
- 1965: Darmo Solo
- 1965: Operation C.I.A.
- 1966: Tatlong kasaysayan ng pag-ibig
- 1966: The Passionate Strangers
- 1966: Espiya kontra espiya
- 1967: The Longest Hundred Miles
- 1967: Die Hölle von Borneo (From Hell to Borneo)
- 1968: American Tank Force
- 1968: Männer wie die Teufel – Stoßtrupp durch die Hölle (Mission Batangas)
- 1968: Escape to Mindanao (Fernsehfilm)
- 1969: Auf der Jagd nach dem verlorenen Gold (Impasse)
- 1969: Mr. Wong Strikes Again
- 1970: Verdammt, verkommen, verloren – The Losers (The Losers)
- 1970: Maharlika
- 1971: The Beast of the Yellow Night
- 1971: Blood Thirst
- 1972: Night of the Cobra Woman
- 1972: The Big Bird Cage
- 1972: Superbeast
- 1972: Die Töchter Satans (Daughters Of Satan)
- 1973: Frauen in Ketten (Black Mama White Mama)
- 1973: Savage!
- 1973: Beyond Atlantis
- 1973: Liebesgrüße aus Fernost (Wonder Women)
- 1973: Fly Me
- 1973: Dugo ng bayan
- 1973: Der Geschmack der Hölle (A Taste of Hell)
- 1974: Bamboo Gods and Iron Men
- 1974: Surabaya Conspiracy
- 1974: Kommando Höllenengel (Savage Sisters)
- 1974: The Thirsty Dead
- 1974: The Deathhead Virgin
- 1974: Pacific Connection
- 1974: The Dragon Force Connection
- 1975: Pagbabalik ng lawin
- 1975: Ang madugong daigdig ni Salvacion
- 1975: Cover Girl Models
- 1975: Alupihang dagat
- 1975: Kommando-Unternehmen 'Rote Laterne' (Hustler Squad)
- 1976: Projekt Kill – Ein Mann will raus (Project: Kill)
- 1976: The Interceptors
- 1977: Killing Devil – Die gefährlichste Waffe: Ihr Körper (Too Hot to Handle)
- 1977: Totoy Bato
- 1977: Bawa't himaymay ng aking laman
- 1977: Sudden Death
- 1978: Die Boys von Kompanie C. (The Boys in Company C)
- 1978: Patayin si ... Mediavillo
- 1978: Vampire Hookers
- 1978: Ein Mann wird zum Killer (Death Force)
- 1979: At muling nagbaga ang lupa
- 1979: Pacific Inferno
- 1979: Durugin si Totoy Bato
- 1979: Ang lihim ng Guadalupe
- 1980: Boy Singkit
- 1980: The Children of An Lac (Fernsehfilm)
- 1981: Nakakabaliw, nakakaaliw
- 1981: Nackte Fäuste – Die tödliche Karatelady (Firecracker)
- 1982: Ninong
- 1982: Jäger des tödlichen Jade (Raw Force)
- 1982: Daniel Bartolo ng Sapang Bato
- 1982: Mga pambato
- 1983: Jun Parak
- 1983: Isang bala ka lang!
- 1983: Pieta
- 1983: Sa bawat tunog ng kampana
- 1983: Hot Property
- 1984: Minanong magat
- 1984: Firebird Connection (The Firebird Conspiracy)
- 1985: Nagalit ang patay sa haba ng lamay
- 1985: Isla
- 1985: Isa-isa Lang!
- 1985: High Blood
- 1985: Kailan sasabihing mahal kita
- 1986: Iyo ang Tondo kanya ang Cavite
- 1986: Isa lang ang dapat mabuhay
- 1986: Muslim .357
- 1986: Silk
- 1987: Defender 2000
- 1987: Target Sparrow Unit
- 1987: Street Warrior
- 1987: Jungle Force
- 1987: Crackdown
- 1988: Spyder
- 1988: Platoon ohne Rückkehr (The Expendables)
- 1988: Heroin Force (Trappola diabolica)
- 1988: Whiteforce
- 1988: Agila ng Maynila
- 1988: Ein gefährliches Leben (A Dangerous Life) (Mini-Serie, 2 Episoden)
- 1989: Spyder – Ein Mann nimmt Rache (Blackbelt II)
- 1989: Bloodfist Fighter
- 1990: Kaaway ng batas
- 1993: American Samurai 2
- 1994: Fortunes of War
- 1994: Caged Heat II: Stripped of Freedom
- 1995: Closer to Home
- 1997: Fight and Revenge
- 2000: Tunay na tunay: Gets mo? Gets ko!
- 2000: Kahit demonyo itutumba ko
- 2001: La Vida Rosa
- 2001: Yamashita: The Tiger's Treasure